# Fly on the Wall World Tour
Fly on the Wall World Tour bylo koncertní turné australské hardrockové skupiny AC/DC, které sloužilo jako propagace studiového alba Fly on the Wall.

## Setlist
1. "Fly on the Wall"
2. "Back In Black"
3. "Shake Your Foundations"
4. "Dirty Deeds Done Dirt Cheap"
5. You Shook Me All Night Long"
6. Sin City"
7. "Jailbreak"
8. "The Jack"
9. "Shoot to Thrill"
10. "Highway to Hell"
11. "Sink the Pink"
12. "Whole Lotta Rosie"
13. "Let There Be Rock"

Přídavek:
1. "Hells Bells"
2. "T.N.T."
3. "For Those About Rock (We Salute You)"

## Sestava
AC/DC
- Brian Johnson – (zpěv)
- Angus Young – (sólová kytara)
- Malcolm Young – (doprovodná kytara, doprovodné vokály)
- Cliff Williams – (baskytara, doprovodné vokály)
- Simon Wright – (bicí)

## Turné v datech
| Datum              | Město                 | Stát            | Místo                                 |
| Severní Amerika    | Severní Amerika       | Severní Amerika | Severní Amerika                       |
| ------------------ | --------------------- | --------------- | ------------------------------------- |
| 4. září 1985       | Binghamton            | Spojené státy   | Broome County Veterans Memorial Arena |
| 5. září 1985       | Glen Falls            | Spojené státy   | Glens Falls Civic Center              |
| 6. září 1985       | Worcseter             | Spojené státy   | Worcester Centrum                     |
| 7. září 1985       | Filadelfie            | Spojené státy   | The Spectrum                          |
| 8. září 1985       | Erie                  | Spojené státy   | Erie Civic Center                     |
| 10. září 1985      | Pittsurgh             | Spojené státy   | Pittsburgh Civic Arena                |
| 11. září 1985      | Rochester             | Spojené státy   | Rochester Community War Memorial      |
| 12. září 1985      | New Haven             | Spojené státy   | New Haven Coliseum                    |
| 13. září 1985      | Boston                | Spojené státy   | Boston Garden                         |
| 14. září 1985      | East Rutherford       | Spojené státy   | Meadowlands Arena                     |
| 15. září 1985      | Baltimore             | Spojené státy   | Baltimore Civic Center                |
| 17. září 1985      | Hampton               | Spojené státy   | Hampton Coliseum                      |
| 19. září 1985      | Detroit               | Spojené státy   | Joe Louis Arena                       |
| 20. září 1985      | East Troy             | Spojené státy   | Alpine Valley Music Theatre           |
| 21. září 1985      | Rosemont              | Spojené státy   | Rosemont Horizon                      |
| 22. září 1985      | Richfield             | Spojené státy   | Richfield Coliseum                    |
| 23. září 1985      | Toronto               | Kanada          | Maple Leaf Gardens                    |
| 25. září 1985      | Trotwood              | Spojené státy   | Hara Arena                            |
| 26. září 1985      | Toledo                | Spojené státy   | Toledo Sports Arena                   |
| 27. září 1985      | Indianapolis          | Spojené státy   | Market Square Arena                   |
| 28. září 1985      | Cedar Rapids          | Spojené státy   | Five Seasons Center                   |
| 29. září 1985      | Bloomington           | Spojené státy   | Met Center                            |
| 1. října 1985      | Saginaw               | Spojené státy   | Wendler Arena                         |
| 3. října 1985      | Springfield           | Spojené státy   | Prairie Capital Convention Center     |
| 4. října 1985      | Kansas City           | Spojené státy   | Kemper Arena                          |
| 5. října 1985      | Omaha                 | Spojené státy   | Omaha Civic Auditorium                |
| 6. října 1985      | Des Moines            | Spojené státy   | Veterans Memorial Auditorium          |
| 7. října 1985      | St. Louis             | Spojené státy   | Kiel Auditorium                       |
| 9. října 1985      | Valley Center         | Spojené státy   | Kansas Coliseum                       |
| 10. října 1985     | Oklahoma City         | Spojené státy   | Myriad Convention Center              |
| 11. října 1985     | Austin                | Spojené státy   | Frank Erwin Center                    |
| 12. října 1985     | Dallas                | Spojené státy   | Reunion Arena                         |
| 13. října 1985     | Houston               | Spojené státy   | Southern Star Amphitheater            |
| 14. října 1985     | San Antonio           | Spojené státy   | San Antonio Convention Center         |
| 17. října 1985     | Phoenix               | Spojené státy   | Phoenix Municipal Stadium             |
| 18. října 1985     | Inglewood             | Spojené státy   | The Forum                             |
| 19. října 1985     | Oakland               | Spojené státy   | Oakland County Arena                  |
| 20. října 1985     | Reno                  | Spojené státy   | Lawlor Events Center                  |
| 21. října 1985     | Costa Mesa            | Spojené státy   | Pacific Amphitheatre                  |
| 23. října 1985     | Salt Lake City        | Spojené státy   | Salt Palace                           |
| 25. října 1985     | Denver                | Spojené státy   | McNichols Sports Arena                |
| 26. října 1985     | Albuquerque           | Spojené státy   | Tingley Coliseum                      |
| 27. října 1985     | El Paso               | Spojené státy   | El Paso County Coliseum               |
| 29. října 1985     | Bloomington           | Spojené státy   | Met Center                            |
| 5. listopadu 1985  | Lakeland              | Spojené státy   | Lakeland Civic Center                 |
| 6. listopadu 1985  | Pembroke Pine         | Spojené státy   | Hollywood Sportatorium                |
| 7. listopadu 1985  | Jacksonville          | Spojené státy   | Jacksonville Coliseum                 |
| 8. listopadu 1985  | Charlotte             | Spojené státy   | Bojangles' Coliseum                   |
| 9. listopadu 1985  | Knoxville             | Spojené státy   | Civic Coliseum                        |
| 11. listopadu 1985 | Biloxi                | Spojené státy   | Mississippi Coast Coliseum            |
| 14. listopadu 1985 | Louisville            | Spojené státy   | Commonwealth Convention Center        |
| 15. listopadu 1985 | Nashville             | Spojené státy   | Municipal Auditorium                  |
| 16. listopadu 1985 | Atlanta               | Spojené státy   | Omni Coliseum                         |
| 17. listopadu 1985 | Greensboro            | Spojené státy   | Greensboro Coliseum                   |
| 19. listopadu 1985 | Washington, D.C.      | Spojené státy   | Washington Convention Center          |
| 20. listopadu 1985 | Bethlehem             | Spojené státy   | Stabler Arena                         |
| 21. listopadu 1985 | Uniondale             | Spojené státy   | Nassau Coliseum                       |
| 22. listopadu 1985 | Providence            | Spojené státy   | Providence Civic Center               |
| 24. listopadu 1985 | Portland              | Spojené státy   | Cumberland County Civic Center        |
| 2. prosince 1985   | Saint Paul            | Spojené státy   | St. Paul Civic Center                 |
| Evropa             |                       |                 |                                       |
| 13. ledna 1986     | Manchester            | Anglie          | Manchester Apollo                     |
| 14. ledna 1986     | Whitley Bay           | Anglie          | Whitley Bay Ice Rink                  |
| 16. ledna 1986     | Londýn                | Anglie          | Wembley Arena                         |
| 17. ledna 1986     | Londýn                | Anglie          | Wembley Arena                         |
| 19. ledna 1986     | Birmingham            | Anglie          | National Exhibition Centre            |
| 20. ledna 1986     | Birmingham            | Anglie          | National Exhibition Centre            |
| 22. ledna 1986     | Edinburgh             | Skotsko         | Edinburgh Playhouse                   |
| 23. ledna 1986     | Edinburgh             | Skotsko         | Edinburgh Playhouse                   |
| 25. ledna 1986     | Brusel                | Belgie          | Vorst Nationaal                       |
| 26. ledna 1986     | Amsterdam             | Nizozemsko      | Jaap Edenhal                          |
| 27. ledna 1986     | Hamburk               | Německo         | Ernst-Merck-Halle                     |
| 29. ledna 1986     | Essen                 | Německo         | Grugahalle                            |
| 30. ledna 1986     | Frankfurt nad Mohanem | Německo         | Festhalle Frankfurt                   |
| 31. ledna 1986     | Kolín nad Rýnem       | Německo         | Sporthalle                            |
| 1. února 1986      | Mnichov               | Německo         | Rudi-Sedlmayer-Halle                  |
| 2. února 1986      | Curych                | Švýcarsko       | Hallenstadion                         |
| 4. února 1986      | Heidelberg            | Německo         | Rhein-Neckar-Halle                    |
| 5. února 1986      | Stuttgart             | Německo         | Sporthalle                            |
| 6. února 1986      | Neunkirchen am Brand  | Německo         | Hemmerleinhalle                       |
| 7. února 1986      | Vircpurk              | Německo         | Carl-Diem-Halle                       |
| 9. února 1986      | Malmö                 | Švédsko         | Malmö Isstadion                       |
| 10. února 1986     | Drammen               | Norsko          | Drammenshallen                        |
| 12. února 1986     | Helsinky              | Finsko          | Helsinki Ice Hall                     |
| 14. února 1986     | Stockholm             | Švédsko         | Johanneshovs Isstadion                |
| 15. února 1986     | Göteborg              | Švédsko         | Scandinavium                          |
| 16. února 1986     | Kodaň                 | Dánsko          | Falkoner Center                       |